# Jill Tarter
Jill Tarter (16 de gener de 1944) és una astrònoma estatunidenca. Dirigeix el centre de recerques científiques SETI.

## Carrera
Després de fer estudis a la Universitat Cornell i a la Universitat de Califòrnia a Berkeley, on es doctorà en astronomia, Jill Tarter treballà pel SERENDIP, un projecte del SETI, i a partir de 1992, pel programa de la NASA HRMS (High Resolution Microwave Survey). Dirigí tot seguit el Projecte Phoenix dins l'institut SETI, per al qual junt amb Margaret Turnbull creà el HabCat, un catàleg de sistemes estel·lars susceptibles d'acollir planetes habitables. Inventà el terme nana marró per a definir els estels de massa insuficient per tenir la fusió de l'hidrogen.

## Premis i distincions
- Recompensa per la seva carrera atorgat per la revista Women in Aerospace el 1989
- Dues medalles pels serveis prestats a la NASA[2]
- Membre de l'Associació americana per l'avanç de la ciència el 2002 i de l'Acadèmia de les Ciències de Califòrnia el 2003
- Premi Adler Planetarium per Women in Space el 2003
- Recompensa del Telluride Tech Festivalen 2001
- Formar part de les 100 persones més influents del món segons la revista Time el 2004[3]
- Premi Carl Sagan de vulgarització de la ciència per Wonderfest el 2005[4]